# Beluga
|  | Aquest article tracta sobre el mamífer. Si cerqueu l'aeronau, vegeu «Airbus Beluga». |

La beluga, balena blanca o marsuí (Delphinapterus leucas) és una espècie de cetaci odontocet que viu a la regió àrtica i subàrtica. És l'única espècie del gènere Delphinapterus i forma la família dels monodòntids juntament amb el narval (Monodon monoceros).
Està adaptada plenament a la vida a l'Àrtida i per això té una sèrie de característiques anatòmiques i fisiològiques que la diferencien dels altres cetacis. Es caracteritza pel color totalment blanc dels adults i per la manca d'aleta dorsal. Té una prominència frontal distintiva que alberga l'òrgan anomenat meló, que en aquesta espècie és molt voluminós i deformable. Té una mida intermèdia entre la de les balenes i els dofins, amb una longitud i pes màxims per als mascles de 5,5 metres i 1.600 kg i un cos robust amb el percentatge més alt de greix de tots els cetacis. El seu sentit de l'oïda està molt desenvolupat i té la capacitat d'ecolocalització, que li permet mobilitzar-se i trobar respiradors sota les plaques de gel.
Són animals gregaris que formen grups d'uns deu individus de mitjana, però a l'estiu se'n reuneixen centenars o fins i tot milers als estuaris i les aigües costaneres somes. Són nedadors lents però adaptats per al busseig i poden realitzar immersions a més de 700 metres sota la superfície. La seva dieta és oportunista i varia segons la ubicació i estació de l'any; s'alimenta sobretot de peixos, crustacis i altres invertebrats del fons marí.
La majoria de belugues habiten l'oceà Àrtic i els mars i costes adjacents de Nord-amèrica, Rússia i Groenlàndia; la població mundial s'estima en 150.000 individus. Tenen comportament migratori, car la majoria de grups passen l'hivern als marges de les capes de gel; però arribat l'estiu, al moment del desglaç, es desplacen a la desembocadura dels rius i a zones costaneres més càlides. Algunes poblacions són sedentàries i no migren a grans distàncies en el transcurs de l'any.
Durant segles, aquest cetaci ha estat una de les fonts de subsistència per als nadius de Nord-amèrica i Rússia. Fou objecte de caça comercial durant el segle xix i part del segle xx. Des del 1973 es troba sota protecció internacional juntament amb els altres odontocets. Actualment només està autoritzada la caça d'algunes subpoblacions als esquimals (per obtenir-ne aliment). Altres amenaces són els depredadors naturals (ossos polars i orques), la contaminació dels rius i les malalties infeccioses. El 2008 l'espècie fou catalogada a la Llista Vermella de la UICN com a espècie gairebé amenaçada; tanmateix, la subpoblació resident a la cala de Cook (Alaska) és considerada en perill greu. És un dels cetacis que es manté en captivitat en aquaris i parcs de vida silvestre a Nord-amèrica, Europa i Àsia i és popular entre el públic pel seu color blanc i la seva expressivitat.

## Taxonomia i evolució

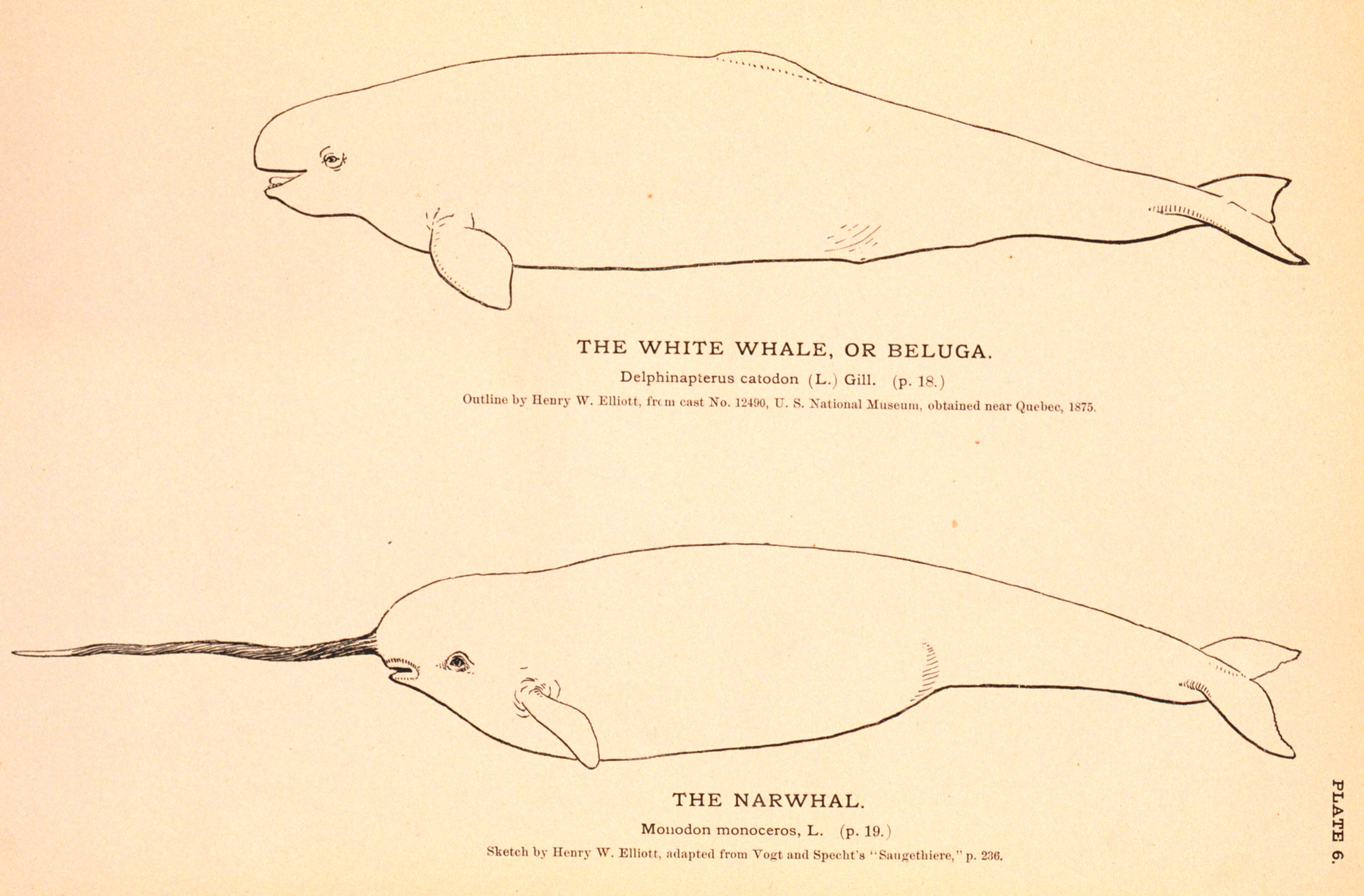
Il·lustració del, publicada per l'Administració Nacional Oceànica i Atmosfèrica dels Estats Units.

La primera beluga fou descrita inicialment per Peter Simon Pallas el 1776. És un membre de la família dels monodòntids, que forma part de les balenes dentades (subordre dels odontocets). Comparteix caràcters morfològics i anatòmics amb el dofí de l'Irauadi (Orcaella brevirostris), que fou classificat dins de la mateixa família; tanmateix, arran de les proves comparatives d'ADN amb altres odontocets se l'ubicà dins de la família dels delfínids. L'única espècie a part de la beluga classificada dins de la família dels monodòntids és el narval (Monodon monoceros). La troballa d'un crani amb característiques intermèdies és compatible amb la hipòtesi que la hibridació és possible entre els dos integrants d'aquesta família.
El nom del gènere, Delphinapterus, significa 'dofí sense aleta' (dels mots grecs δελφίν ('dofí') i απτερος ('sense aleta') i el nom de l'espècie, leucas, significa 'blanc' (del grec λευκας). El nom comú, «beluga», ve del nom en rus белуга (beluga) o белуха (belukha), que deriva de la paraula белый (beli), que significa 'blanc'. A vegades se la denomina «balena beluga» per a no confondre-la amb l'esturió beluga. La Llista Vermella de la UICN accepta els noms «beluga» i «balena blanca» (de l'anglès white whale) com a sinònims.
Segons estudis d'ADN mitocondrial, l'avantpassat comú dels cetacis actuals visqué entre fa 30 i 34 milions d'anys. La família dels monodòntids se separà relativament d'hora dels altres odontocets. Divergí de la família dels delfinoïdeus fa entre onze i quinze milions d'anys i de la família dels focènids, la més propera en termes evolutius, posteriorment. El primer avantpassat conegut de la beluga, pertanyent a la família dels monodòntids, és l'espècie Denebola brachycephala, que visqué durant el període Miocè superior (fa nou o deu milions d'anys). El descobriment de restes fòssils provinents del Plistocè al nord-est de Nord-amèrica i a la península de la Baixa Califòrnia indica que els ancestres de la beluga visqueren en aigües més càlides i que en èpoques relativament recents el territori de la beluga fluctuava segons la durada de les glaciacions (edats de gel) i es replegava cap al nord quan el gel es retirava. Una prova que dona suport a aquesta teoria és la troballa el 1849 dels ossos d'una beluga a Vermont (Estats Units), a 240 quilòmetres de l'oceà Atlàntic. Les restes foren preservades als sediments del mar de Champlain, una extensió de l'oceà dins del continent sorgida de l'augment del nivell del mar en acabar les glaciacions fa uns 12.000 anys.

## Descripció

Mida comparativa de totes les espècies de cetacis; la beluga apareix destacada a dalt i a la dreta.

### Longevitat
Segons les primeres investigacions s'estimava que l'esperança de vida d'una beluga amb prou feines superava els trenta anys. El mètode per calcular l'edat es basa en el recompte de les capes successives de dentina i cement que es dipositen periòdicament, segons es creia, entre una i dues vegades per any. Aquestes capes són identificables, car alternen entre material dens d'aspecte opac i làmines transparents de material menys dens. Tenint en compte la freqüència estimada amb què es produïen els dipòsits, era possible extrapolar l'edat de l'individu segons el nombre de capes identificades. Tanmateix, un estudi amb carboni de les capes de dentina publicat el 2006 demostrà que el dipòsit d'aquest material es produeix amb menor freqüència del que es creia anteriorment i que habitualment l'espècie pot superar els seixanta anys i fins i tot arribar als vuitanta.

### Mida
L'espècie presenta un dimorfisme sexual moderat; els mascles són un 25% més llargs que les femelles i són més robusts. Els mascles adults mesuren entre 3,5 i 5,5 metres de longitud, mentre les femelles creixen fins a entre 3 i 4,1 metres. Els mascles pesen entre 1.100 i 1.600 kg i les femelles entre 700 i 1.200 kg. Ambdós sexes assoleixen la mida màxima als deu anys. El cos de les belugues és robust i fusiforme (amb forma de con amb la punta al darrere) i sovint tenen plecs de greix, especialment al llarg de la superfície ventral. Entre el 40 i 50% del seu pes corporal és greix; es tracta d'un percentatge alt en comparació amb les balenes que no habiten l'Àrtida , en què el greix representa només el 30% del pes. El greix forma una capa que cobreix tot el cos, tret del cap; pot tenir fins a quinze centímetres de gruix i actua com a aïllant en aigües amb temperatures d'entre 0 i 18 °C, a més de ser una reserva important durant períodes de dejuni.

### Color

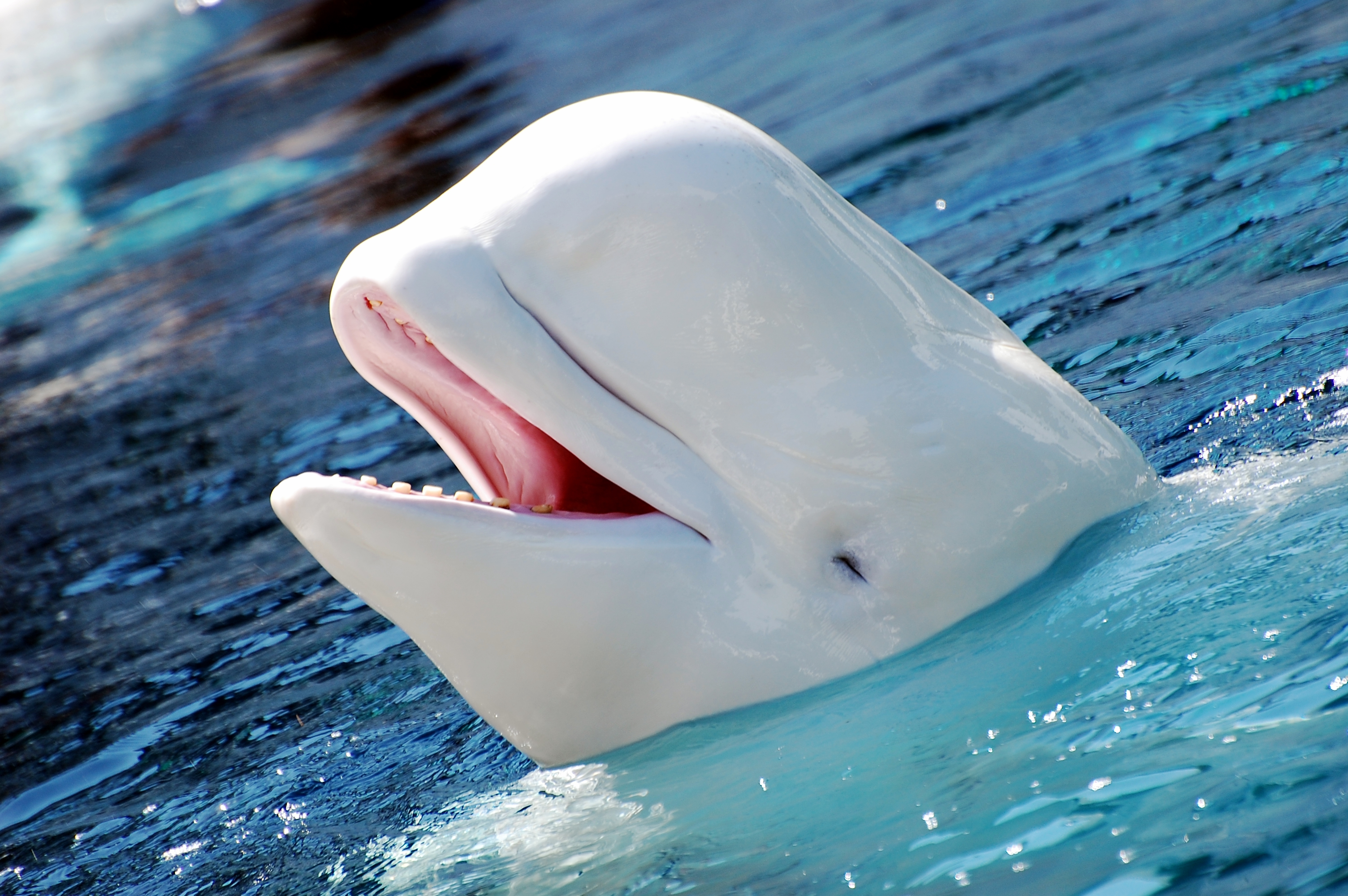
Cap d'una beluga on s'observa la gran prominència frontal que alberga el meló i el color blanc distintiu.

Els adults són difícils de confondre, car són els únics cetacis totalment blancs o de color gris blanquinós. En néixer, les cries normalment són grises; al mes de vida el color es torna gris fosc o gris blavós, i posteriorment comencen a perdre pigment progressivament fins que adquireixen el color blanc distintiu; les femelles ho fan als set anys i els mascles als nou. El to blanc de la pell és una condició adaptativa a la vida a l'Àrtida  i li permet camuflar-se amb les capes de gel polars, a més de protegir-la dels seus principals depredadors: l'os polar i l'orca. A diferència dels altres cetacis, la pell de la beluga té un patró de muda estacional. Durant l'hivern es produeix un engruiximent de l'epidermis i la pell es pot tornar grogosa, principalment a l'esquena i les aletes. Quan migren durant l'estiu als estuaris es freguen amb la grava del fons dels rius per desfer-se d'aquest revestiment cutani.

### Cap i coll

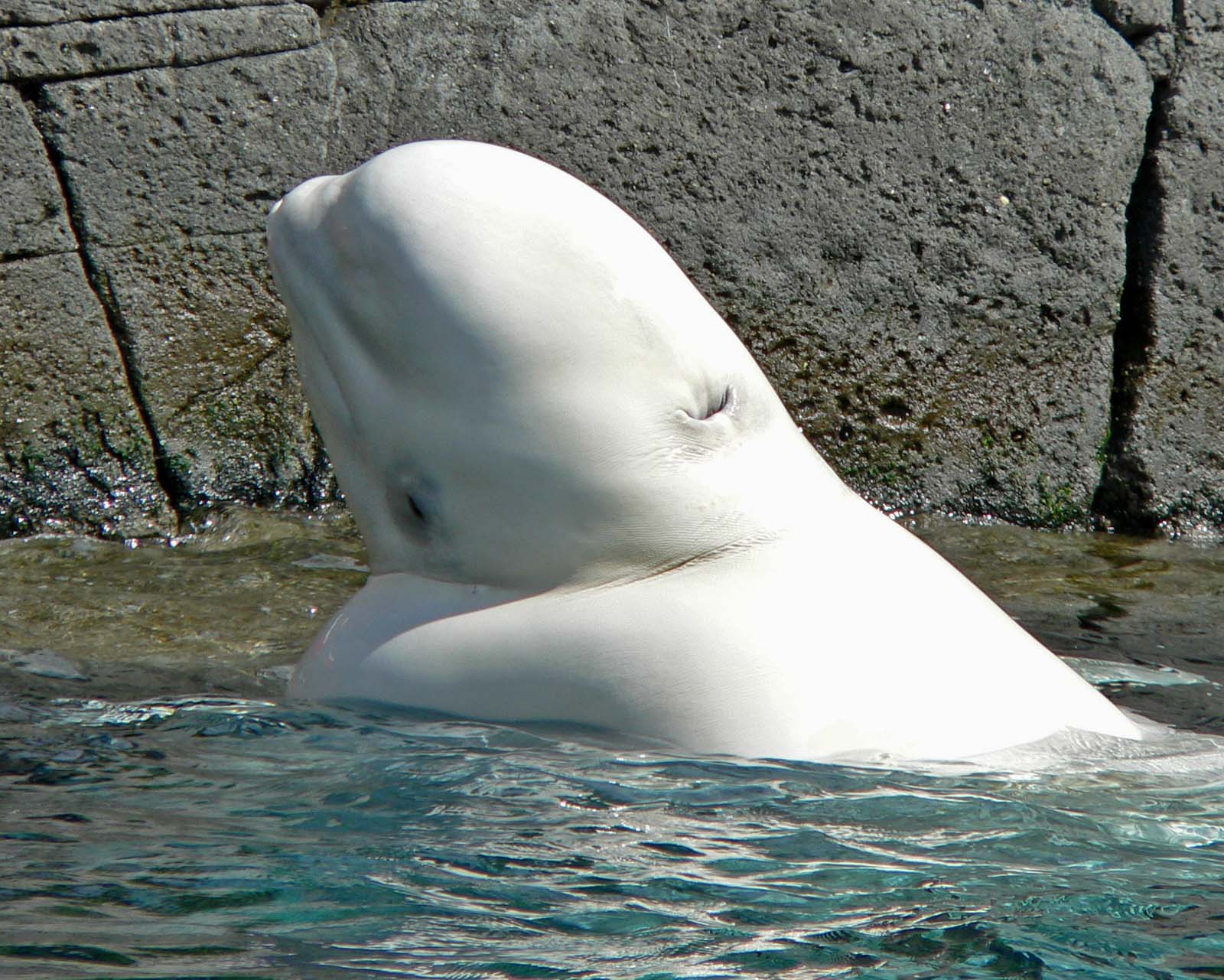
Espiracle a la part posterior del cap

Com la majoria d'odontocets, la beluga té un compartiment ubicat a la regió frontal del cap que conté l'òrgan de l'ecolocalització, anomenat meló. La forma del cap en aquesta espècie és diferent de la dels altres cetacis, car el meló és bastant voluminós i lobulat i s'hi observa una gran prominència frontal. Una altra característica distintiva és la capacitat que posseeix de deformar aquest òrgan, durant l'emissió dels sons, utilitzant els músculs adjacents per enfocar els ecos emesos, cosa que serveix per modular l'ecolocalització. L'oli d'aquest òrgan conté àcids grassos, principalment àcid isovalèric (60,1%) i àcids de cadena llarga (16,9%), composició que difereix bastant de la del greix corporal de l'animal i pot tenir un paper en el sistema d'ecolocalització.
A diferència dels altres cetacis, que mostren algun grau de fusió cervical (tret dels rorquals, alguns dofins de riu i els narvals), les set vèrtebres cervicals no estan fusionades entre si, cosa que li dona flexibilitat en girar el cap lateralment sense necessitat de girar el cos. Això li proporciona una maniobrabilitat lateral que li permet millorar el camp visual, ajuda en la persecució de les preses, evadir els depredadors i maniobrar en aigües poc profundes. Té entre vuit i deu dents petites lleugerament romes i corbes a cada quadrant mandibular, amb una mitjana de trenta-sis peces en total i un màxim de quaranta. No utilitza la dentadura per mastegar, però sí per agafar les preses, esquinçar-les i després engolir-les senceres. Posseeix un sol espiracle ubicat a la superfície dorsal del cap darrere el meló i està cobert per una coberta muscular que el segella hermèticament. En la posició anatòmica normal aquesta estructura tanca l'espiracle i per obrir-lo necessita contraure la coberta muscular. La glàndula tiroide és relativament gran, comparada amb les dels mamífers terrestres (pesa tres vegades més que la d'un cavall) i pot ajudar a mantenir un metabolisme més alt durant l'ocupació dels estuaris durant l'estiu. És el cetaci que desenvolupa lesions hiperplàsiques i neoplàsiques en aquesta glàndula més sovint.

### Aletes

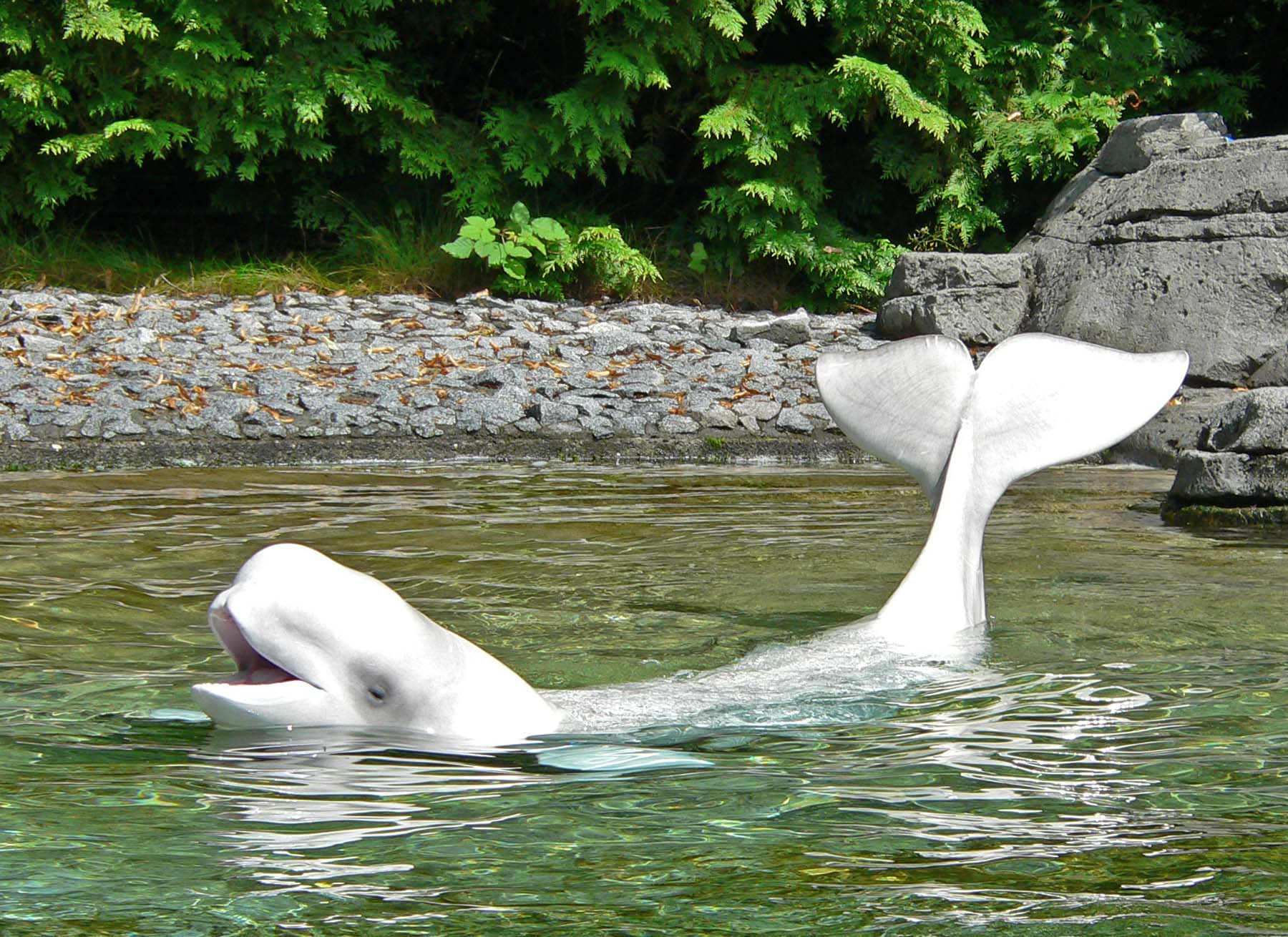
Una beluga mostrant la seva aleta caudal en aigües poc profundes de l'Aquari de Vancouver (Canadà)

Com en els altres cetacis, els membres anteriors són les aletes pectorals. Conserven els vestigis ossis dels seus avantpassats terrestres, que estan units fermament entre si per teixit connectiu. Les aletes són petites en proporció a la mida del cos; són arrodonides, tenen forma de rem i estan lleugerament arrissades a les puntes. Aquestes extremitats són molt versàtils i les utilitzen principalment com a timó per dirigir el seu moviment, per aturar-se en sincronia amb l'aleta caudal i moure's amb agilitat en aigües d'un a tres metres de profunditat. Les aletes també tenen un mecanisme per la regulació de la temperatura corporal, car les artèries que les irriguen estan envoltades per venes que es dilaten o contreuen, segons calgui, per mantenir o perdre calor. L'aleta caudal és una estructura aplanada amb dos lòbuls en forma de rem, manca d'os i està composta de teixit connectiu, dur, dens i fibrós. En aquesta espècie, aquesta aleta té una curvatura distintiva a la vora posterior. La musculatura longitudinal de l'esquena és l'encarregada de proporcionar el moviment ascendent i descendent de l'aleta i, de manera similar a les aletes pectorals, posseeix un mecanisme termoregulador.
Les belugues tenen una cresta dorsal en lloc d'una aleta dorsal. Es creu que aquest tret evolutiu és una adaptació per les condicions sota el gel, o possiblement una forma de preservar la calor. Aquesta cresta és dura i se la pot fer servir juntament amb el cap per obrir-se pas entre capes de gel de fins a vuit centímetres de gruix.

### Sentits

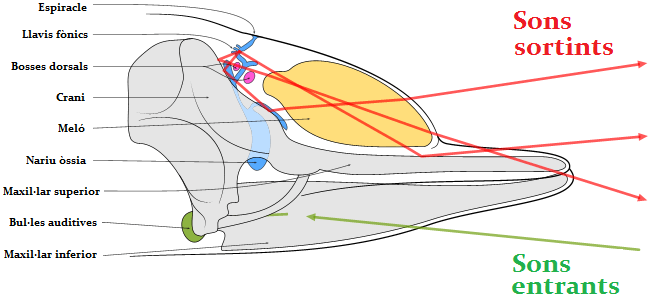
Emissió i recepció de sons en un odontocet.

- Oïda: les belugues tenen un sentit de l'oïda molt especialitzat i l'escorça auditiva està molt desenvolupada. Poden sentir sons dins del rang d'1,2 a 120 kHz, amb més sensibilitat entre 10 i 75 kHz,[44] mentre que el rang d'audició mitjà d'un humà és de 0,2 a 20 kHz.[45] probablement, la majoria de sons són rebuts per la mandíbula inferior i transmesos fins a l'orella mitjana. En els odontocets l'os mandibular inferior és ample i té una cavitat a la base, que es projecta fins al lloc on s'uneix al crani. Dins d'aquesta petita cavitat, existeix un dipòsit de greix que apunta cap a l'orella mitjana.[46] També hi ha un petit orifici auditiu extern uns centímetres darrere els ulls; cada orifici comunica amb un conducte auditiu extern i un timpà. No se sap si aquests orificis són funcionals o si són simplement un vestigi.[46]

- Vista: són capaços de veure-hi tant a dins com a fora de l'aigua; tanmateix, en comparació amb els dofins, tenen una visió relativament pobra.[47] Els ulls estan adaptats de forma particular per veure-hi dins de l'aigua, però al contacte amb l'aire el cristal·lí i la còrnia s'ajusten per corregir la miopia (l'abast de visió dins de l'aigua és reduït).[47] Les retines tenen cons i bastons, cosa que indica que també poden veure-hi en la penombra. La presència de cons suggereix que poden veure-hi en color; tanmateix, aquesta suposició no s'ha documentat.[47] Unes glàndules al cantó medial de les òrbites secreten una substància gelatinosa i oliosa, que lubrica els ulls i n'elimina els cossos estranys. Aquesta substància forma una pel·lícula que protegeix la còrnia i la conjuntiva d'organismes patògens.[47]

- Tacte: estudis en animals captius indiquen que busquen el contacte físic freqüent amb altres belugues.[30]

- Gust: s'han detectat àrees sensorials a la boca d'aquests animals que poden funcionar com a quimioreceptors per als sabors i s'ha documentat que poden detectar la presència de sang a l'aigua, cosa que les fa reaccionar tot seguit i mostrar comportaments d'alarma.[30]

- Olfacte: com els altres odontocets, manquen de lòbuls olfactoris al cervell i de nervis olfactoris, cosa que suggereix que manquen d'olfacció.[32]

## Comportament

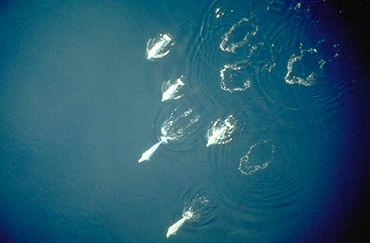
Vista aèria d'un grup integrat per cinc belugues en moviment.

Aquests cetacis solen formar grups petits, que varien entre dos i vint-i-cinc individus, amb una mitjana de deu integrants. Aquests grups (anomenats pods en anglès) tenen animals d'ambdós gèneres, i són liderats per un mascle dominant. Quan els esbarts s'ajunten als estuaris durant l'estiu, poden reunir-se centenars i fins i tot milers d'individus. Aquests poden representar una proporció significativa de la població total d'aquests cetacis i és el moment de major vulnerabilitat davant de la caça.
Són animals cooperatius i sovint organitzen grups per caçar, fent-ho de forma coordinada. Dins dels grups són animals molt sociables que solen perseguir-se els uns als altres, sia jugant o agredint-se, i sovint es freguen entre ells.
En captivitat se'ls observa joguinejar constantment, vocalitzar i nedar al voltant, per sobre i per sota dels altres individus. Mostren curiositat envers els humans i a les piscines s'hi aproximen per observar-los de prop a través dels vidres.
En llibertat les belugues també mostren un alt grau de curiositat envers els humans i sovint neden en direcció als bots. També poden jugar amb objectes trobats a l'aigua; en llibertat ho fan amb fusta, plantes, peixos morts i bombolles que creen elles mateixes. Durant la temporada de cria, s'han observat adults que traginen objectes com plantes, xarxes i fins i tot esquelets de ren sobre el cap i l'esquena. També s'han vist femelles captives expressant aquest comportament després de perdre una cria, transportant elements com flotadors i boies. Els experts creuen que aquesta interacció amb els objectes pot representar un comportament substitutiu.

### Natació i immersió

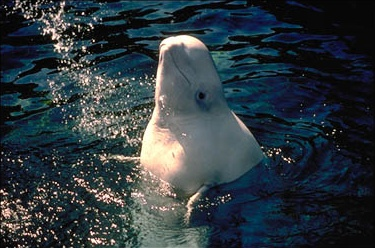
Belugasortint a la superfície per respirar

Les belugues són nedadors lents en comparació amb altres odontocets com l'orca i el dofí mular. La seva poca habilitat com a nedador en comparació amb els seus parents és deguda a la seva complexió poc hidrodinàmica i la poca amplitud de moviment de la seva aleta caudal, que li proporciona un menor impuls. Generalment neden a una velocitat d'entre 3 i 9 km/h; tanmateix, són capaces de mantenir un ritme de 22 km/h durant 15 minuts. A diferència de la majoria de cetacis, aquests animals poden nedar cap enrere. Passen entre el 5% i el 10% del temps nedant sobre la superfície de l'aigua, mentre que la resta del temps ho fan a una profunditat suficient que els cobreixi el cos. No solen fer exhibicions aèries (salts, tombarelles, etc.), a diferència dels dofins i les orques.
Generalment no se submergeixen a gran profunditat, sinó a uns 20 metres; tanmateix, són capaces de submergir-se a gran profunditat. En individus captius s'han documentat profunditats d'entre 400 i 647 m sota la superfície; en animals lliures, es documentà que se submergeixen a més de 700 m, amb una immersió màxima de 872 m. Una immersió normalment dura entre tres i cinc minuts, però pot durar fins a entre quinze i divuit minuts. A les aigües somes dels estuaris una sessió de busseig dura uns 2 min; la seqüència consisteix en cinc o sis immersions ràpides i poc profundes, seguides d'una d'un minut de durada a major profunditat. La mitjana d'immersions al dia oscil·la entre 31 i 51.
Tots els cetacis, incloent-hi la beluga, tenen adaptacions fisiològiques per conservar l'oxigen durant les immersions. Durant el busseig, aquests animals disminueixen la freqüència cardíaca de cent batecs per minut a entre dotze i vint. El flux sanguini és desviat dels altres teixits i òrgans del cos cap al cervell, el cor i els pulmons, que requereixen una aportació permanent d'oxigen. La proporció d'oxigen a la sang és més alta que en la majoria de mamífers. El percentatge en volum (5,5%) és superior al dels mamífers terrestres i similar al de la foca de Weddell (un mamífer marí bussejador). En un estudi trobà que una femella tenia 16,5 litres d'oxigen dissolts a la sang. Finalment, els músculs d'aquest animal tenen un alt contingut de la proteïna coneguda com a mioglobina, que transporta l'oxigen: la concentració és diverses vegades superior a la dels mamífers terrestres i ajuda a prevenir la deficiència d'aquest element durant les immersions.

### Dieta

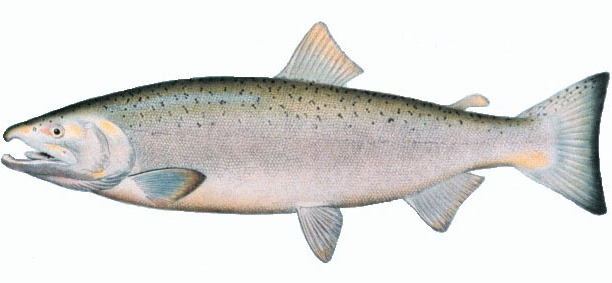
El salmó platejat és la base de la dieta de les belugues d'Alaska.

Les belugues són els odontocets més abundants a les aigües de l'oceà Àrtic, motiu pel qual acompleixen un paper crític en l'estructura i funció dels recursos marins en aquesta regió. Se'ls descriu com animals oportunistes, car tenen hàbits alimentaris que varien segons la ubicació geogràfica i l'estació. Per exemple, al mar de Beaufort mengen sobretot bacallà polar, mentre que a Groenlàndia se'ls han trobat penegals nòrdics, halibuts negres i gambes boreals a l'estómac, i a Alaska el seu aliment principal és el salmó platejat. En línies generals la dieta principal d'aquest cetaci està formada per peixos; a part dels mencionats també s'han identificat, entre altres: capelins, esperlans, llenguados, planes, arengs, escorpins de mar i altres salmons. També consumeixen un volum considerable d'invertebrats a part de gambes com calamars, crancs, cloïsses, pops, cargols, cucs i altres habitants del fons marí. Els animals en captivitat mengen aproximadament entre un 2,5% i un 3% del seu pes corporal (entre 18,2 i 27,2 kg) al dia.
La cerca al llit marí generalment té lloc a profunditats d'entre 20 i 40 m, però poden submergir-se amb facilitat a més de 700 m per buscar aliment. Generalment una immersió dura de 3 a 5 min, però s'han observat individus romandre sota la superfície durant 18 min. El coll flexible li permet un ample rang de moviment mentre busca aliment al fons oceànic. Les observacions han mostrat que aquests animals poden succionar aigua i després expulsar dolls forts amb la boca, mètode amb el qual descobreixen preses al llot. Com que la seva dentadura no és molt gran ni afilada, utilitzen la succió per dur-se les preses a la boca; en conseqüència, han de consumir tots els aliments sencers, i per això les preses no poden ser massa grans perquè les belugues corren el risc d'ennuegar-se. També s'alimenten de bancs de peixos i ho fan en grups coordinats de cinc o més individus, que reuneixen el banc de peixos en aigües poc profundes per després atacar-los. Per exemple, a l'estuari del riu Amur, on s'alimenten preferentment de salmó, es reuneixen en grups de sis a vuit individus i envolten els peixos per evitar que fugin, mentre s'alternen un per un per alimentar-se'n.

### Reproducció

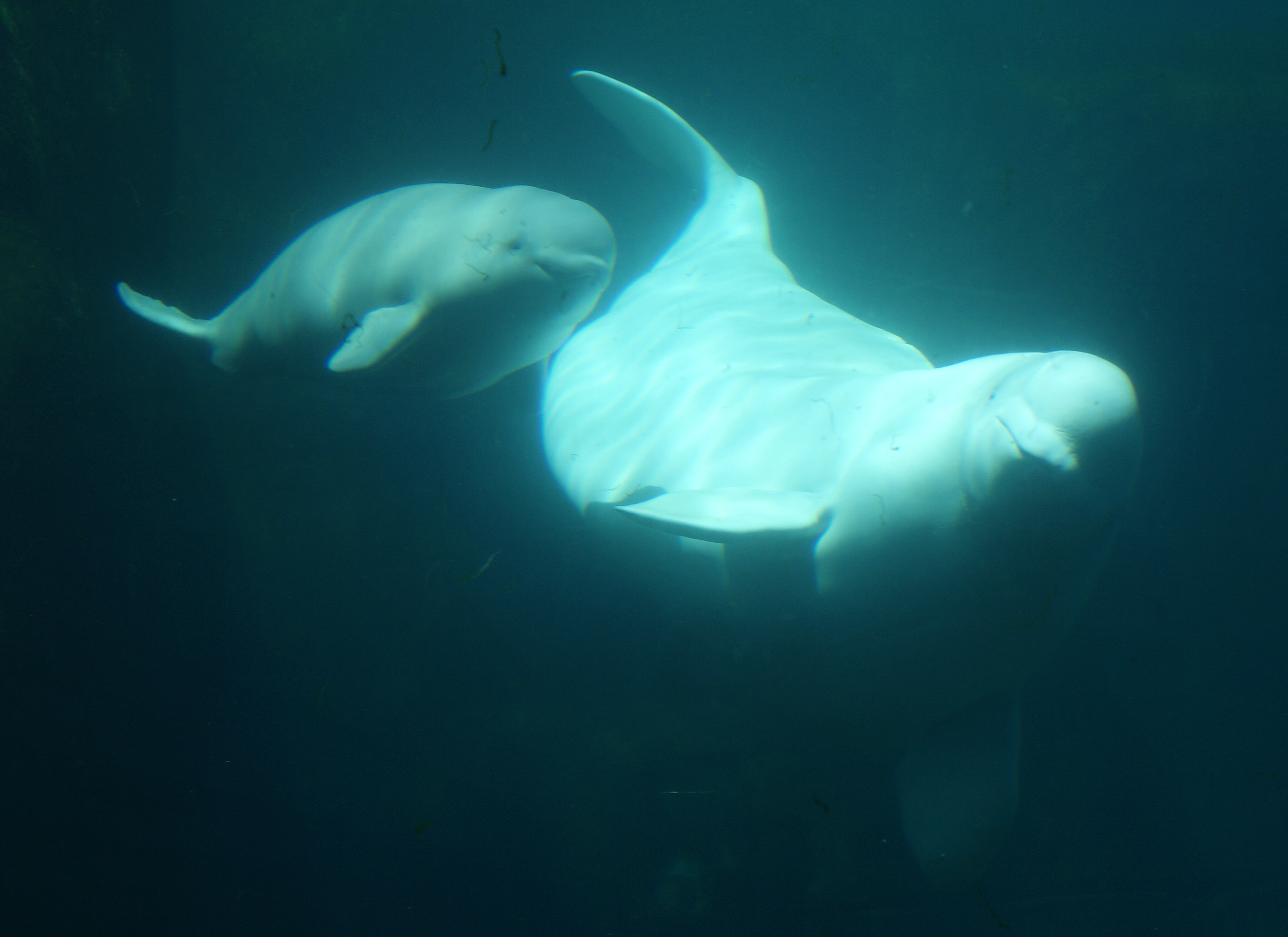
Femella de beluga amb la seva cria a l'Aquari de Vancouver (Canadà).

Les estimacions sobre l'edat de maduresa sexual varien àmpliament. La majoria d'authors estimen que els mascles assoleixen la maduresa sexual entre els quatre i set anys, i les femelles ho fan entre els quatre i nou anys. L'edat mitjana del primer part és de 8,5 anys i la fertilitat comença a decaure als vint-i-cinc, sense que s'hagin observat gestacions per sobre dels quaranta-un anys.
Les femelles generalment tenen cries cada dos a tres anys. La majoria d'aparellaments es produeixen entre febrer i maig, però alguns poden produir-se en altres èpoques de l'any. S'han publicat dades de períodes de gestació que varien entre 12 i 14½ mesos. però informació procedent de femelles en captivitat registra un temps més llarg, amb una mitjana de durada de 475 dies (15,8 mesos).
El naixement de les cries durant l'any varia segons la ubicació. A l'Àrtida canadenca, els parts es produeixen des de març fins a setembre, mentre que a la badia de Hudson el pic de naixements és a la darreria del mes de juny i a la badia de Cumberland la majoria neixen entre juliol i agost. Normalment neixen en badies i estuaris on l'aigua és temperada, amb una temperatura de 10 a 15 °C. Les belugues acabades de néixer són de color gris i tenen 1,5 metres de longitud i un pes de 80 kg, de mitjana; són capaces de nedar al costat de les seves mares immediatament després de néixer. El nounat s'alimenta sota l'aigua i inicia la lactància poques hores després de néixer i, a partir d'aleshores, ho fa amb intervals d'una hora. Segons investigacions en animals captius, la composició de la llet varia entre individus i fluctua segons l'etapa de la lactància. De mitjana, té un 28% de greix, un 11% de proteïna, un 60,3% d'aigua i menys d'un 1% de cendres. La llet conté aproximadament 324 calories per 100 g.
Les cries depenen exclusivament de la lactància materna fins al primer any, moment en què els surten les dents. Aleshores comencen a complementar la dieta amb gambes i peixos petits. La majoria de joves continuen la lactància fins a l'edat de vint mesos, període que es perllonga més enllà dels dos anys en casos esporàdics. En captivitat s'ha observat cura al·loparental (cura per femelles altres que la mare) de les cries amb producció espontània de llet per les femelles que es prolonga per llargs períodes. Això suggereix que aquest comportament, observat sovint en els mamífers, és present en les belugues en llibertat.

### Comunicació i ecolocalització
| Vocalitzacions de beluga                           |
|                                                    |
| Vocalitzacions de beluga enregistrades per la NOAA |
|                                                    |

Les belugues utilitzen els sons i l'ecolocalització per moure's, comunicar-se, localitzar respiradors i caçar en la foscor o en aigua tèrbola. Produeixen una sèrie d'espetecs en seqüència ràpida; aquests sons passen pel meló, que actua com una lent acústica i els enfoca en un feix, que és projectat cap endavant penetrant el medi aquàtic que envolta l'animal. Aquests sons es propaguen a través de l'aigua a una velocitat propera a 1,6 km per segon, unes quatre vegades la velocitat del so a l'aire. Les ones sonores produïdes reboten contra els objectes dins de l'aigua i tornen en forma d'ecos que són escoltats i interpretats per l'animal. Per mitjà d'aquest sistema poden determinar la distància, velocitat, mida, forma i fins i tot estructura interna dels objectes dins de l'aigua. També utilitzen aquesta habilitat per moure's entre les gruixudes capes de gel de l'Àrtida i per trobar polínies (obertures al gel que fan servir per respirar) o bombolles d'aire atrapades sota la capa congelada.
Hi ha proves que aquests animals són molt sensibles a la contaminació acústica produïda per l'home. En un estudi, un individu produí freqüències màximes de 40 a 60 kHz a la badia de San Diego (Califòrnia) i 100 a 120 kHz en ser traslladat a la badia de Kaneohe, a Hawaii. Es creu que la diferència en les freqüències és una resposta a la diferència de soroll ambiental entre les dues regions.
Aquests cetacis utilitzen sons d'alta freqüència per comunicar-se, que a vegades són tan aguts que se'ls compara amb ocells; per això se'ls dona el sobrenom de «canaris marins». Com els altres odontocets, no tenen cordes vocals i els sons probablement són produïts pel moviment de l'aire entre els sacs nasals a la regió de l'espiracle.
La beluga es troba entre les espècies de cetacis més vocals. Utilitzen les seves vocalitzacions per l'ecolocalització, la reproducció i la comunicació. Tenen un gran repertori, car emeten almenys onze sons diferents similars a escatainejos, xiulets, refilets i gralls. També utilitzen el llenguatge corporal fent cruixir les dents o xipollant, però és poc freqüent que realitzin exhibicions visuals amb les aletes pectorals o caudals i tampoc no realitzen figures o tombarelles com ho fan altres espècies d'odontocets, especialment els dofins.
Un estudi d'investigadors japonesos en el qual unes belugues foren capaces d'identificar tres objectes diferents utilitzant sons específics per cadascun d'ells dona esperança als humans d'establir algun tipus de comunicació amb els mamífers marins.

## Distribució

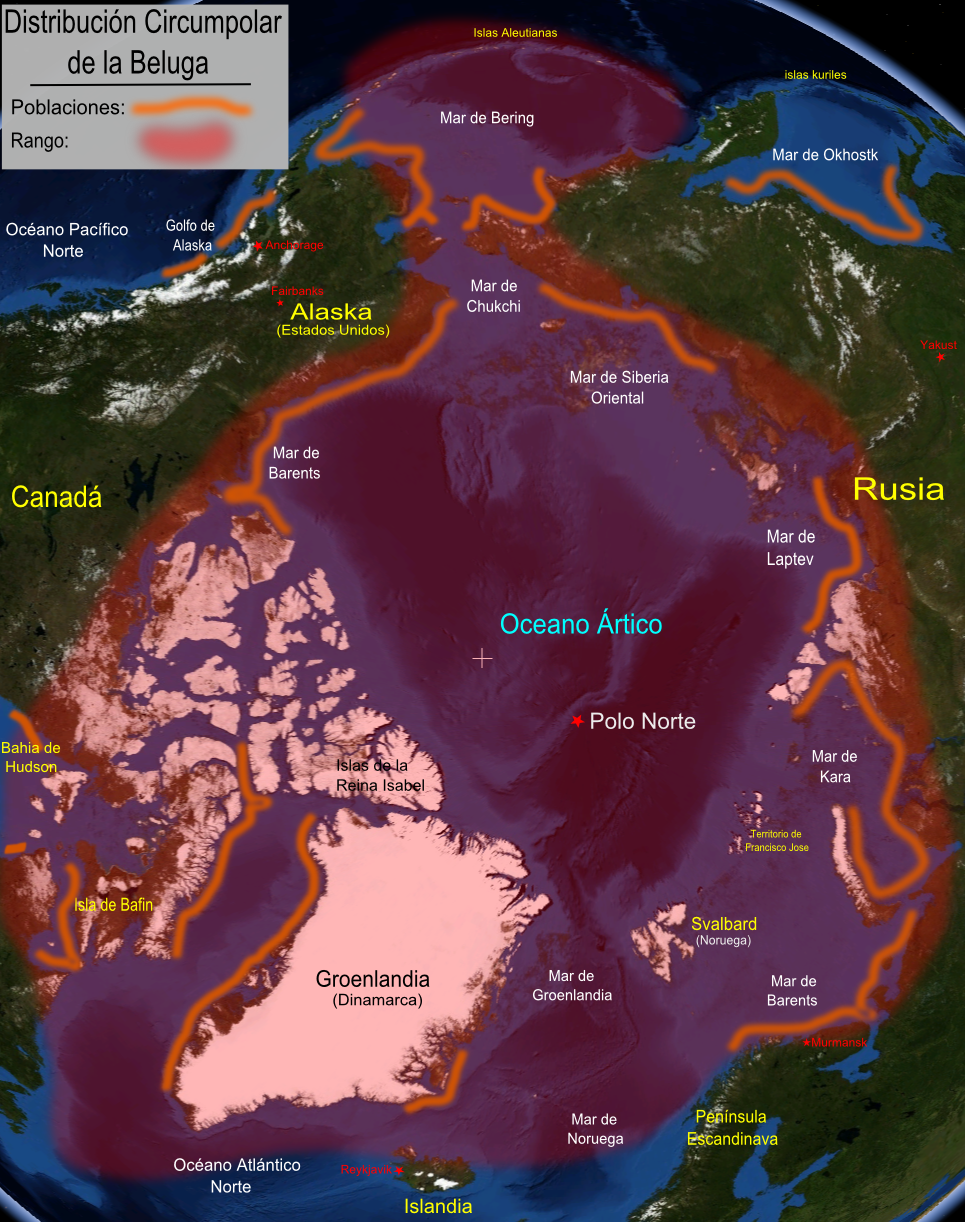
Mapa de distribució circumpolar de la beluga que en mostra les principals subpoblacions.

La beluga habita tota la circumferència de l'oceà Àrtic i els mars i costes adjacents. Durant l'estiu es troba principalment en aigües poc profundes a les costes d'Alaska, el nord del Canadà, l'oest de Groenlàndia i el nord de Rússia. Es poden trobar des de 76° a 78° de latitud nord fins a 80° nord en algunes regions de l'oceà Àrtic. Les poblacions més esteses cap al sud comprenen grups als estuaris del riu Sant Llorenç i el riu Saguenay a prop del poble de Tadoussac al Quebec (Canadà); a l'Atlàntic i el delta del riu Amur; i a les aigües properes a les illes Xantar i l'illa de Sakhalín al mar d'Okhotsk.

### Migració
La beluga és una espècie migratòria amb patró estacional. Quan els llocs on passa l'estiu queden obstruïts pel gel durant la tardor, la beluga es mobilitza per afrontar l'hivern a mar oberta i roman a la vora de les capes de gel o sota les àrees cobertes per elles, sobrevivint gràcies a les bretxes anomenades polínies per on emergeixen per respirar. A l'estiu, una vegada han reculat les capes de gel, es trasllada a aigües costaneres de poca profunditat (un a tres metres), tot i que a vegades migra cap a aigües més profundes (>800 m). En aquella època de l'any ocupa els estuaris i aigües properes a la plataforma continental i a vegades remunta els rius. Se n'han observat grups i individus a centenars i fins i tot milers de quilòmetres de l'oceà. Els rius que remunten més sovint són el Dvinà Septentrional, Mezén, Petxora, Obi i Ienissei a Àsia; el Yukon i Kuskokwim a Alaska i el Sant Llorenç al Canadà. S'ha demostrat que la permanència en rius i estuaris li proporciona a l'animal un estímul metabòlic i facilita la renovació de la capa epidèrmica, que es produeix de manera estacional. A més, aquests llocs constitueixen un refugi on protegeixen els nounats de les orques.
L'època de les migracions és bastant predictible i sembla determinada fonamentalment per la quantitat de llum, i no per altres factors físics o biològics, incloent-hi les condicions del gel marí.
Algunes poblacions no són migratòries. Existeixen grups residents en àrees ben definides, per exemple a la cala de Cook, l'estuari del riu Sant Llorenç i la badia de Cumberland. A la cala de Cook, entre l'estiu i la tardor, romanen a les aigües més interiors de la cala i durant l'hivern es dispersen a aigües més profundes al centre de la cala, però no en surten en tot l'any.
Els animals que passen l'hivern al centre i sud-oest del mar de Bering al llarg de la costa de Rússia, a l'inici de l'estiu, al mes d'abril, es traslladen a la costa nord d'Alaska i la costa est de Rússia. Existeixen proves que les poblacions de la badia d'Ungava i de l'est i oest de la badia de Hudson passen l'hivern juntes a les capes de gel de l'estret de Hudson, mentre que les poblacions dels mars Blanc, de Kara i de Làptev ho fan en el mar de Barentsz. A la primavera, els grups se separen i migren als seus respectius llocs d'estiu.

## Hàbitat

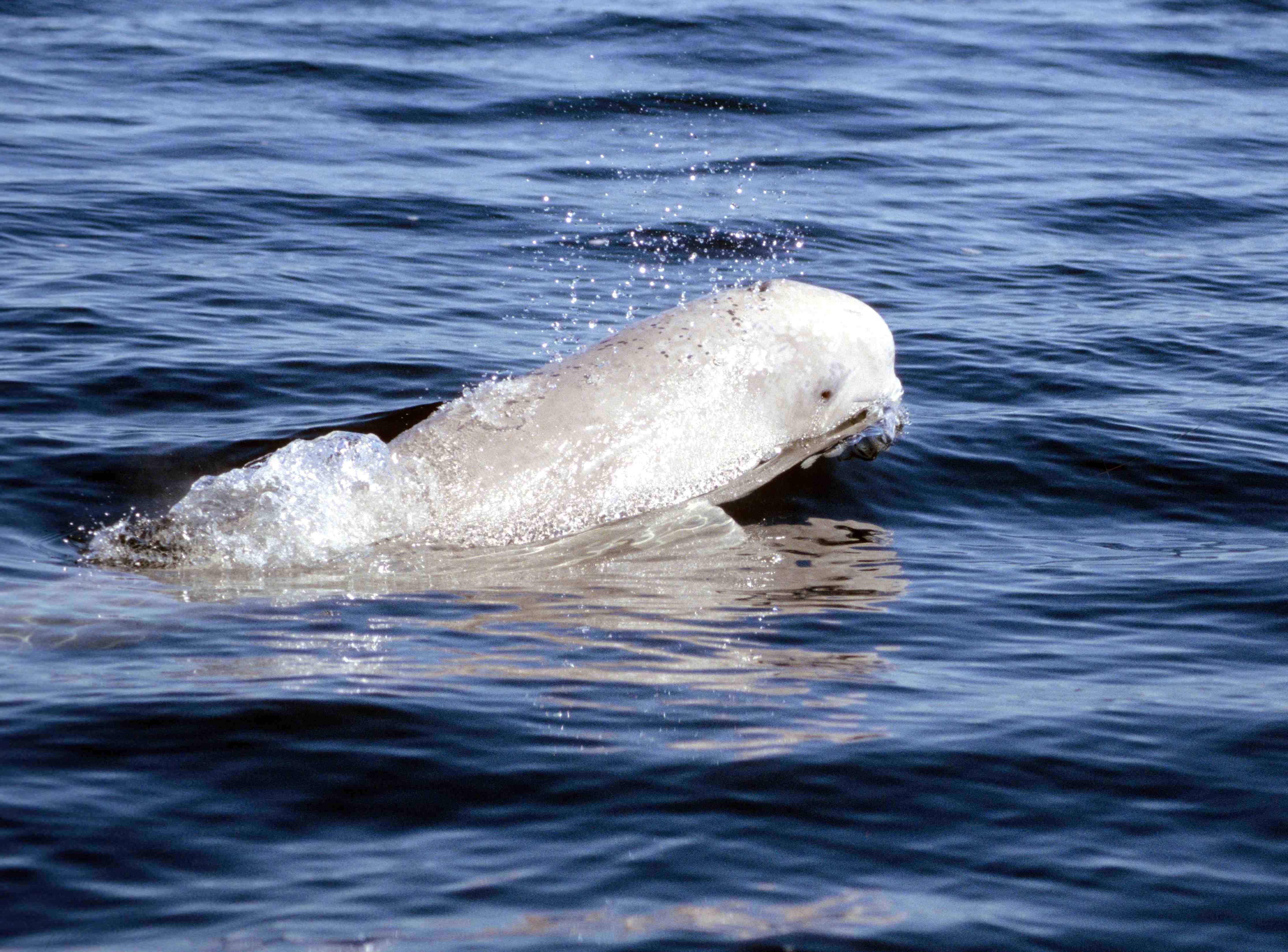
Beluga a la desembocadura del riu Churchill, a la badia de Hudson (Canadà).

L'hàbitat de les belugues és variat, tot i que s'observen més sovint en aigües poc profundes properes a les costes; tanmateix, en algunes zones s'ha observat que passen la major part del temps en aigües més profundes, on s'alimenten i pareixen les cries.
A les regions costaneres es troben en cales, fiords, canals, badies i aigües poc profundes de l'oceà Àrtic que estiguin il·luminades constantment amb llum solar. També a l'estiu és freqüent observar-les als estuaris dels rius, on s'alimenten, socialitzen i donen a llum les seves cries. Aquestes aigües solen estar a entre 8 a 10 °C. A la cala de Cook (Alaska), els slikkes són un predictor significatiu de la ubicació d'aquests animals durant els primers mesos de l'estiu. Al mar de Beaufort oriental, les femelles de beluga, amb les seves cries i mascles joves, prefereixen les aigües obertes properes a terra ferma; els mascles adults seleccionen les aigües tancades i cobertes de gel prop de l'Arxipèlag Àrtic mentre que els mascles petits i les femelles amb cries més grans s'ubiquen prop de la barrera de gel. En general existeix consens que la segregació dels hàbitats de la beluga a l'estiu reflecteix diferències en els costums alimentaris, el risc de depredació i la reproducció en cadascuna de les subpoblacions.

## Població
La població global de belugues està constituïda per subpoblacions. El comitè científic de la Comissió Balenera Internacional (CBI 2000) organitzà la informació basant-se en vint-i-nou subpoblacions d'aquests animals, ubicades als llocs que es detallen a continuació.
Subpoblacions de beluga
| 1. Cala de Cook 2. Badia de Bristol 3. Mar de Bering Oriental 4. Mar dels Txuktxis Oriental 5. Mar de Beaufort 6. Aigües del Nord 7. Groenlàndia Occidental 8. Badia de Cumberland |  | 9. Badia de Frobisher 10. Badia d'Ungava 11. Conca de Foxe 12. Badia de Hudson Occidental 13. Badia de Hudson (Sud) 14. Badia de James 15. Badia de Hudson Oriental 16. Riu Sant Llorenç |  | 17. Svalbard 18. Terra de Francesc Josep 19. Golf de l'Obi 20. Golf del Ienissei 21. Golf d'Onega 22. Badia de Mezén 23. Badia del Dvinà 24. Mar de Làptev |  | 25. Mar dels Txuktxis Occidental - Mar de Sibèria Oriental 26. Golf de l'Anadir 27. Golf de Xélikhov 28. Illa de Sakhalín - Amur 29. Illes Xantar |  |  |

Alguns d'aquests grups estan superposats geogràficament o ho estan temporalment durant certes estacions, cosa que complica l'estimació de la mida d'aquestes poblacions. Segons la Unió Internacional per la Conservació de la Natura (UICN), el 2008 la població mundial de belugues era de 150.000 individus.
Les següents són les xifres estimades per a cadascuna de les subpoblacions o regions on es realitzaren observacions o estudis de 1994 fins a 2000. La majoria d'estimacions es basaren en observacions aèries.
| Regió                      | Subpoblació                    | Quantitat estimada | Observació                                                          |
| -------------------------- | ------------------------------ | ------------------ | ------------------------------------------------------------------- |
| Alaska                     | Cala de Cook                   | 302 i 375          | Última estimació al maig del 2008                                   |
| Alaska                     | Badia de Bristol               | 1555, 2133 i 1642  | Dades extrapolades de mesuraments directes                          |
| Alaska                     | Mar de Bering Oriental         | 18.142             | El 2000, la població fou estimada incorrectament en 5.868 individus |
| Alaska                     | Mar dels Txuktxis Oriental     | 3.710              |                                                                     |
| Entre Alaska i el Canadà   | Mar de Beaufort Oriental       | 39.258             | Mesurament realitzat el 1992, població corregida el 2005            |
| Canadà                     | Badia de Cumberland            | 1.500              | Es creu que la població ha anat creixent des del 1980               |
| Canadà                     | Badia d'Ungava                 | <50                | Població massa petita per estimar-la                                |
| Canadà                     | Badia de Hudson Occidental     | >23.000            |                                                                     |
| Canadà                     | Badia de Hudson Oriental       | 3100               | La població minvà de 4.200 el 1985 a 3.100 el 2004                  |
| Canadà                     | Riu Sant Llorenç               | 900 - 1000         | No s'hi ha realitzat cap estudi extens des del 1988                 |
| Canadà                     | Àrtic Oriental/Badia de Baffin | 21.213             |                                                                     |
| Entre Canadà i Groenlàndia | Oest de Groenlàndia            | 7.941              | Dades corregides el 2002                                            |
| Svalbard                   | Svalbard                       | Sense estimació    | No s'han realitzat estudis al voltant de Svalbard                   |
| Rússia                     | Àrtic rus Oriental i Central   | Sense estimació    | S'estima que n'hi ha entre 18.000 i 20.000 al mar d'Okhotsk         |
| Rússia                     | Àrtic rus Occidental           | Sense estimació    | La zona comprèn els mars de Barentsz, Blanc, Kara i Làptev          |

## Amenaces

### Caça de belugues

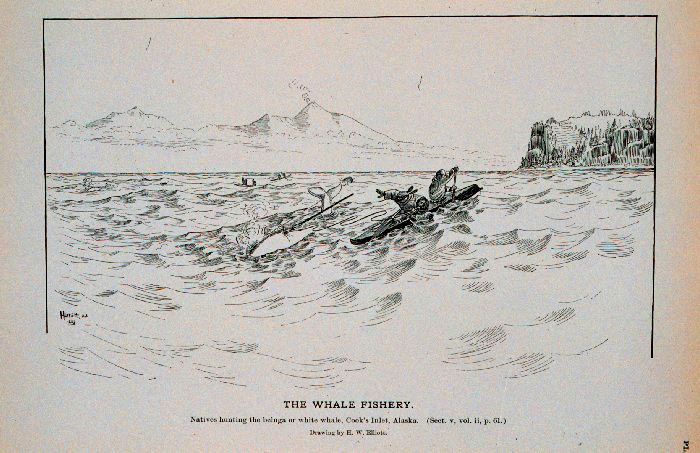
Il·lustració del 1883 que mostra els inuit arponant una beluga a la cala de Cook (Alaska).

Les belugues han estat caçades des de fa segles. Des de l'antiguitat, els habitants nadius de la regió àrtica del Canadà, Alaska i Rússia han capturat aquests animals, principalment per la seva carn, greix i pell. La seva pell adobada és l'única entre els cetacis que és prou gruixuda per ser utilitzada com a cuir. A causa dels patrons de migració predictibles i l'alta concentració de la població als estuaris i zones properes a les costes durant l'estiu, són preses fàcils durant aquesta època.
Als segles xviii i xix], la caça comercial per baleners europeus i americans causà una disminució de la població d'aquests cetacis a l'Àrtida canadenca. A part del consum de carn i greix, a Europa s'utilitzà l'oli de meló com lubricant per rellotges i maquinària i per il·luminar els fars. Envers el 1860, l'oli mineral substituí el d'origen animal, però la captura d'aquests animals continuà vigent. Des del 1863, es descobrí que els cuirs adobats es podien fer servir per fabricar arnesos per cavalls, cinturons de serradora i cordons per sabates. Aquests productes de valor afegit contribuïren a perpetuar la caça durant la resta del segle xix i principi del segle xx. Del 1868 al 1911, els baleners escocesos i americans capturaren més de 20.000 belugues a l'estret de Lancaster i l'estret de Davis.
A la dècada del 1920, els pescadors de l'estuari del riu Sant Llorenç culparen les belugues de ser una amenaça per la indústria pesquera per alimentar-se, suposadament, de grans quantitats de bacallans, salmons, tonyines i altres peixos bàsics per la subsistència dels pobladors de la regió. En conseqüència, se les considerà com habitants indesitjables de l'estuari i, el 1928, el govern del Quebec oferí una recompensa de 15 dòlars per cada animal mort. El 1938 el Departament de Pesca del Quebec emprengué un estudi per determinar la influència d'aquest cetaci en les poblacions de peixos, però la persecució de la beluga continuà amb un nombre indeterminat de morts fins a la dècada del 1950, quan es conclogué que la suposada voracitat d'aquest animal estava sobreestimada.
Els nadius inuits de l'Àrtida encara mantenen la caça de subsistència per l'obtenció d'aliment i matèries primeres. Aquesta pràctica és part de la seva cultura, però existeix la inquietud que el total de captures sigui massa elevat per la conservació de la població. Les morts anuals són entre 200 i 550 a Alaska i al voltant de 1.000 al Canadà. Tanmateix, en àrees com la cala de Cook, la badia d'Ungava i Groenlàndia occidental, les captures realitzades prèviament posaren a les poblacions en perill i les dels inuits continuen en aquestes àrees, cosa que fa que algunes poblacions continuïn minvant. Aquests llocs són el focus de discussió entre aquestes comunitats i el govern del Canadà per a proveir una cacera sostenible sense posar en risc l'espècie.

### Depredadors

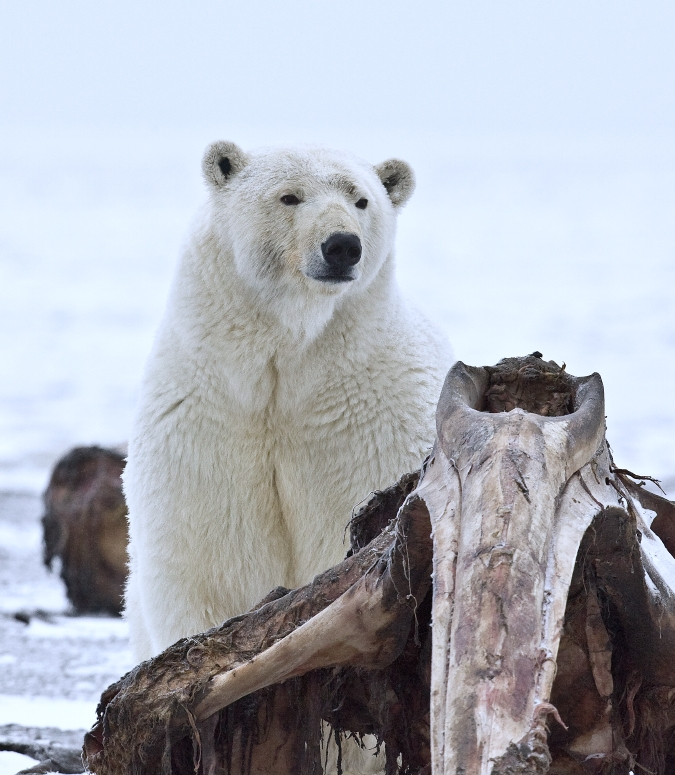
Ós polar al costat de les restes d'un cetaci.

Els únics depredadors naturals de les belugues són els ossos polars i les orques.
Durant l'hivern és freqüent que aquests cetacis quedin atrapats en trampes de gel sense possibilitat d'escapar a la mar oberta, de la qual queden separats per diversos quilòmetres. Els ossos aprofiten la situació i localitzen les belugues per mitjà de l'olfacte o quan emergeixen per respirar; aleshores les colpegen, les atrapen i les arrosseguen fora de l'aigua, sobre la capa superficial de gel, per devorar-les. Poden capturar-ne individus grossos; està documentada la captura d'un animal de 935 kg per un os que en pesava entre 150 i 180. L'orca és l'altre depredador que pot capturar tant les cries com els adults. Aquests cetacis cosmopolites (que habiten a tots els mars del món), ocupen la regió subàrtica i comparteixen gran part de l'hàbitat de les belugues. Se n'han observat atacs principalment en aigües de Groenlàndia, Rússia, el Canadà i Alaska. S'han documentat diverses morts a la cala de Cook i hi ha la preocupació que això impedeixi la recuperació d'aquesta subpoblació, molt delmada per la caça. Les orques arriben a la tardor, a principis del mes d'agost, però a vegades les belugues poden sentir-les i fugir-ne. Les poblacions que romanen a prop o a sota de les capes de gel tenen certa protecció car l'enorme aleta dorsal, de fins a dos metres de longitud, impedeix a les orques maniobrar per sota de les pannes de gel o acostar-se prou als respiradors.

### Contaminació

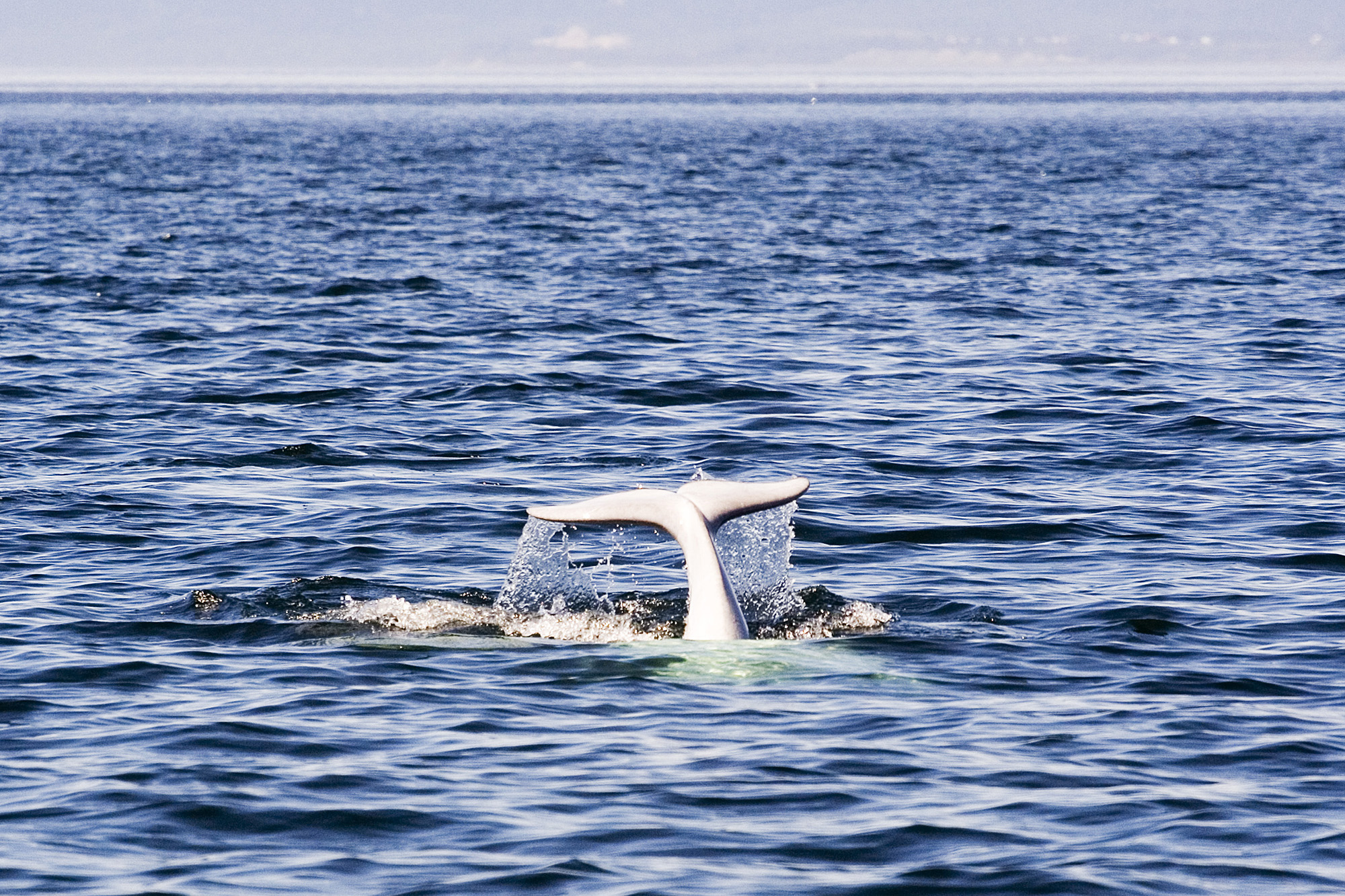
Beluga a la confluència dels rius Sant Llorenç i Saguenay.

Com a conseqüència de la congregació de belugues als estuaris dels rius, la pol·lució causada pels humans pot representar un risc significatiu per la seva salut. A la població del riu Sant Llorenç s'ha demostrat l'existència de substàncies químiques tóxiques tals com dicloro-difenil-tricloroetà (DDT) i metalls pesants com plom, mercuri i cadmi. També s'han trobat nivells d'entre 240 ppm i 800 ppm de bifenils policlorats al cervell, el fetge i els músculs de les balenes. Els mascles tenen els nivells més alts. El nivell que s'hi ha trobat d'aquests compostos és significativament superior al trobat en les poblacions que habiten l'Àrtida . S'ha comprovat que aquestes substàncies tenen un efecte negatiu sobre aquests cetacis, com l'aparició de càncers, patologies reproductives i deteriorament del sistema immunitari, cosa que fa que siguin més susceptibles a pneumònies, úlceres, quists, tumors i infeccions bacterianes. Malgrat que les poblacions amb major risc són les que freqüenten els rius, en grups d'animals que habiten a la mar oberta s'han documentat nivells alts de zinc, cadmi, mercuri i seleni als músculs, el fetge i els ronyons.
Entre el 1983 i el 1999, s'examinaren els cossos de 129 belugues adultes del riu Sant Llorenç i es descobrí que un 27% d'elles havia patit càncer. Aquest percentatge és més alt que el documentat en altres poblacions d'aquesta espècie i molt superior al d'altres cetacis i la majoria de mamífers terrestres. Només és equiparable al diagnosticat en humans i alguns animals domèstics. Per exemple, la freqüència de càncer intestinal en aquest lloc és molt més elevada que en els humans i es creu que aquesta condició està directament relacionada amb els medis contaminats, en aquest cas per hidrocarburs aromàtics policíclics. Això coincideix amb l'afectació més alta en humans residents a l'àrea. L'alta prevalença de tumors suggereix que els contaminants identificats en els animals que habiten a l'estuari tenen un efecte carcinogènic directe o, com a mínim, propicien un deteriorament immunològic que disminueix la resistència als tumors.
Les molèsties provocades per les activitats dels humans també poden ser una amenaça per l'espècie. La contaminació acústica per les embarcacions sembla afectar aquests animals. Per exemple, es trobà una correlació entre el trànsit de belugues per la desembocadura del riu Saguenay (disminuït en un 60%) i les activitats recreatives amb bots de motor en aquesta àrea. També es trobà una reducció dràstica de crides (de 3,4 a 10,5 crides/min a 0 o <1) entre els animals, després de l'exposició al soroll produït pels vaixells, que era més persistent i intensa amb embarcacions grans com els transbordadors que amb navilis més petits. Poden detectar a gran distància, fins i tot a 50 km, la presència de vaixells grans (per exemple trencaglaços) i els eviten movent-se ràpidament en direcció contrària o perpendicular seguint les vores del gel i desplaçant-se fins a 80 km per fugir-ne. La presència de navilis produeix reaccions d'evitació que provoquen grans immersions per alimentar-se, disgregació dels grups i asincronia en el busseig.

### Patògens

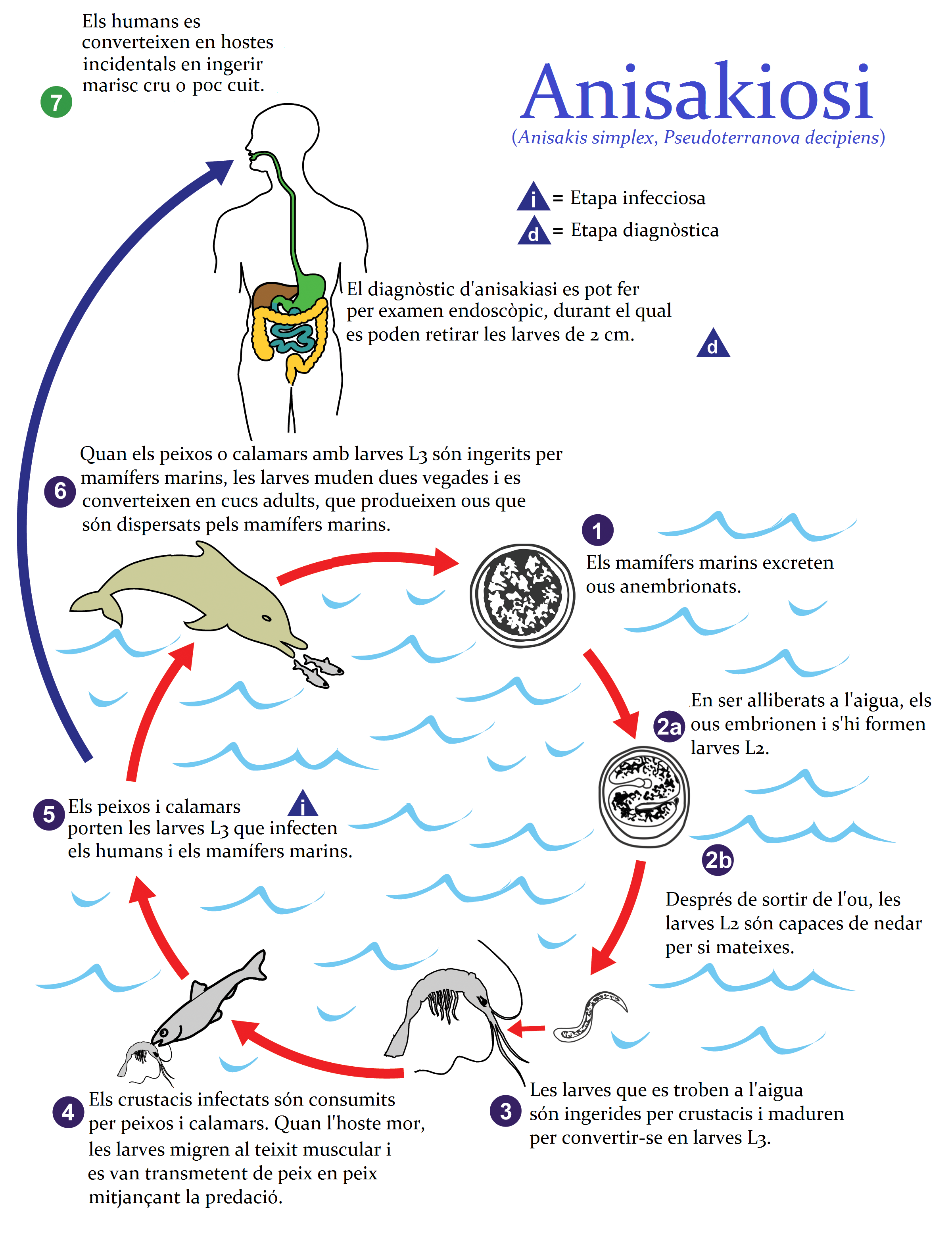
Cicle del paràsit Anisakis simplex, causant de l'anisakiosi en mamífers marins.

Com en qualsevol població animal, existeixen moltes patologies que causen alteracions o la mort a les belugues. Inclouen una varietat de malalties produïdes per virus, bacteris i fongs que els provoquen principalment infeccions cutànies, intestinals i respiratòries.
S'han trobat papil·lomavirus a l'estómac de les belugues del riu Sant Llorenç. També s'ha detectat infecció per herpesvirus i s'han presentat alguns casos d'encefalitis provocada pel protozou Sarcocystis. S'han observat ciliats colonitzant l'espiracle però sembla que no són patògens o, com a mínim, que són poc nocius.
El bacteri Erysipelothrix rhusiopathiae, que prové probablement de peixos contaminats de la seva dieta, pot amenaçar les belugues en captivitat causant-los anorèxia, plaques i lesions a la dermis que poden produir septicèmia. Aquesta condició pot causar-los la mort si no és diagnosticada i tractada a temps amb antibiòtics com la ciprofloxacina.
En un estudi realitzat en diversos individus d'ambdós sexes per documentar la infecció per helmints es comprovà la presència de larves d'una espècie del gènere Contracaecum a l'estómac i l'intestí, Anisakis simplex a l'estómac, Pharurus pallasii als conductes auditius, Hadwenius seymouri a l'intestí i Leucasiella arctica al recte.

## Relació amb els humans

### Captivitat

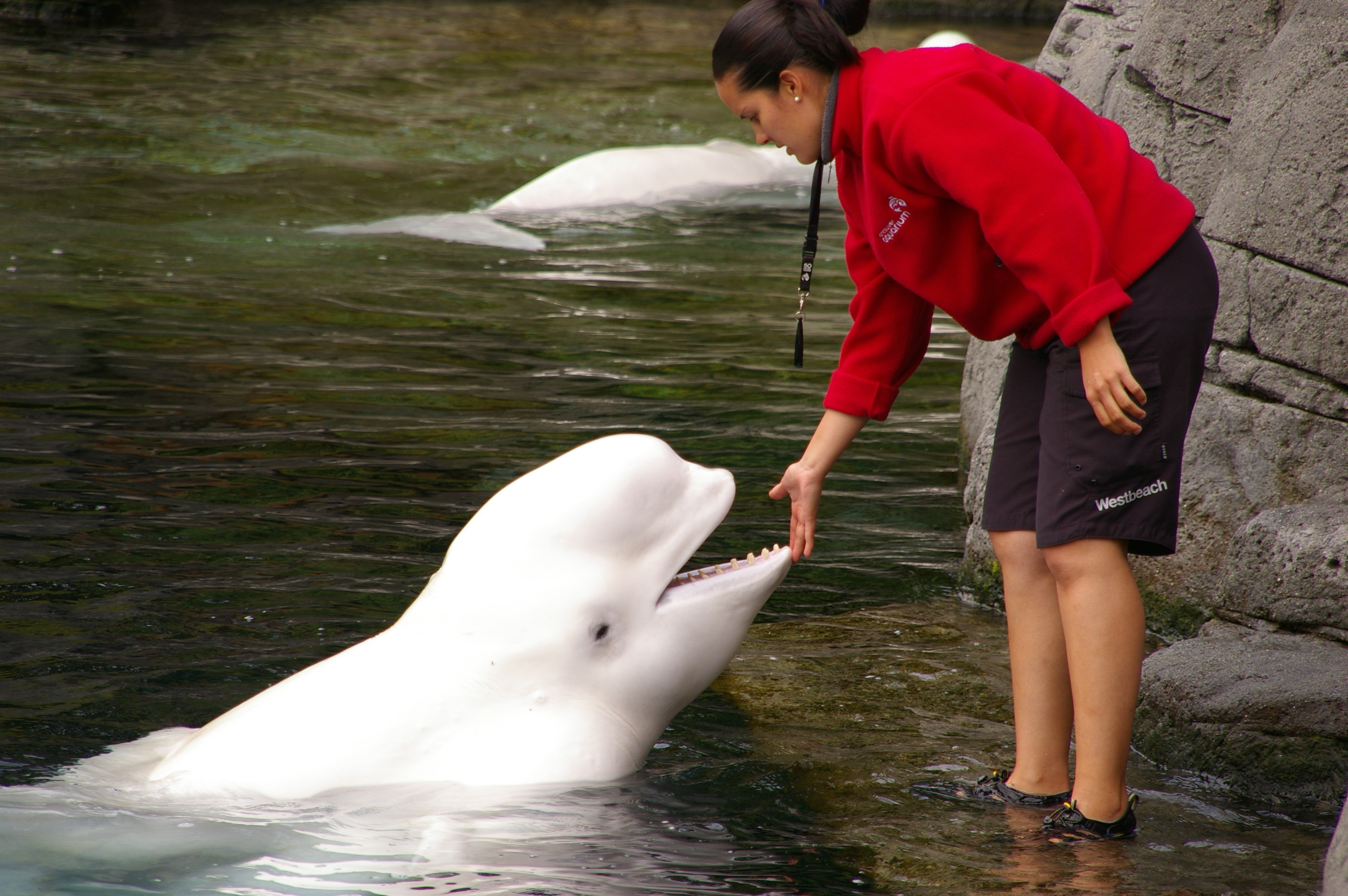
Beluga en captivitat passant una revisió del seu estat de salut, a l'aquari de Vancouver (Canadà).

Les belugues es troben entre els primers cetacis que foren posats en captivitat. La primera d'elles fou exhibida el 1861 al Museu Americà de Barnum, a la ciutat de Nova York. Durant el segle xx, el país on es realitzaren més captures amb fins d'exhibició fou el Canadà. Durant el transcurs del segle fins a principis de la dècada del 1960 foren capturades a l'estuari del riu Sant Llorenç i a partir del 1967 se n'inicià la captura a l'estuari del riu Churchill. S'hi capturaren 68 individus entre aquell any i el 1992, quan s'hi prohibí aquesta pràctica. Després que el Canadà deixés de ser el proveïdor d'aquests animals arran de la prohibició, Rússia es convertí en l'aprovisionador més gran de belugues pels aquaris de tot el món. Els animals són capturats al delta del riu Amur i els mars de l'extrem orient del país i des d'allà són transportats a aquaris a Moscou, Sant Petersburg i Sotxi; la resta són exportats a altres països, incloent-hi Canadà.
El 2006 continuava sent una de les espècies de cetaci mantingudes en aquaris i parcs d'animals de Nord-amèrica, Europa i Àsia. El 2006 s'exhibien en aquaris 30 belugues al Canadà i 28 als Estats Units, on s'havien registrat fins aleshores 42 morts en captivitat. En aquell mateix any, un individu podia valdre fins a 100.000 USD al mercat. Aquest cetaci és popular entre els visitants a causa del seu color blanc i l'àmplia gamma d'expressions facials i moviments cefàlics. Això últim és possible gràcies a la mobilitat addicional proporcionada pel fet de tenir vèrtebres cervicals no fusionades.
La majoria de les belugues que hi ha als aquaris han estat tretes de la naturalesa, car els programes de reproducció en captivitat han tingut poc èxit. Per exemple, el 2010, a l'aquari de Vancouver només quedaven dues belugues, Qila i la seva filla Tiqa. Havien nascut en captivitat quinze i dos anys enrere, respectivament. Unes altres tres que nasqueren al mateix lloc moriren abans d'arribar a l'edat de tres anys.
Entre el 1960 i el 1992, la Marina dels Estats Units desenvolupà un programa que, entre altres fins, pretenia estudiar l'ecolocalització dels mamífers marins amb l'objectiu de dissenyar mètodes més eficaços per detectar objectes sota l'aigua. El programa començà amb dofins, però s'hi incorporaren nombroses belugues el 1975. Aquest programa incloïa també entrenament per entrega de materials i equipament sota l'aigua a bussejadors, localització d'objectes perduts, vigilància de bots i submarins i monitoratge sota l'aigua utilitzant càmeres subjectes a la boca. Un programa similar fou implementat per la Marina de Rússia durant la Guerra Freda, en el que també foren entrenades per contrarestar mines navals en aigües de l'oceà Àrtic.
El novembre del 2006 es produí a L'Oceanogràfic de València el primer naixement d'una beluga en captivitat a Europa. Aquest individu, que en néixer mesurava 1,20 metres i pesava 90 kg, morí després de 25 dies, després de patir complicacions metabòliques i infeccioses per no haver-se pogut alimentar adequadament.
El 2009, durant una competència de busseig lliure a la ciutat de Harbin, a la Xina, dins d'un estany d'aigua gelada, una beluga en captivitat anomenada Mila ajudà a pujar a la superfície una bussejadora incapaç d'emergir per si mateixa, agafant-la per una cama i possiblement salvant-li la vida.

### Observació de belugues

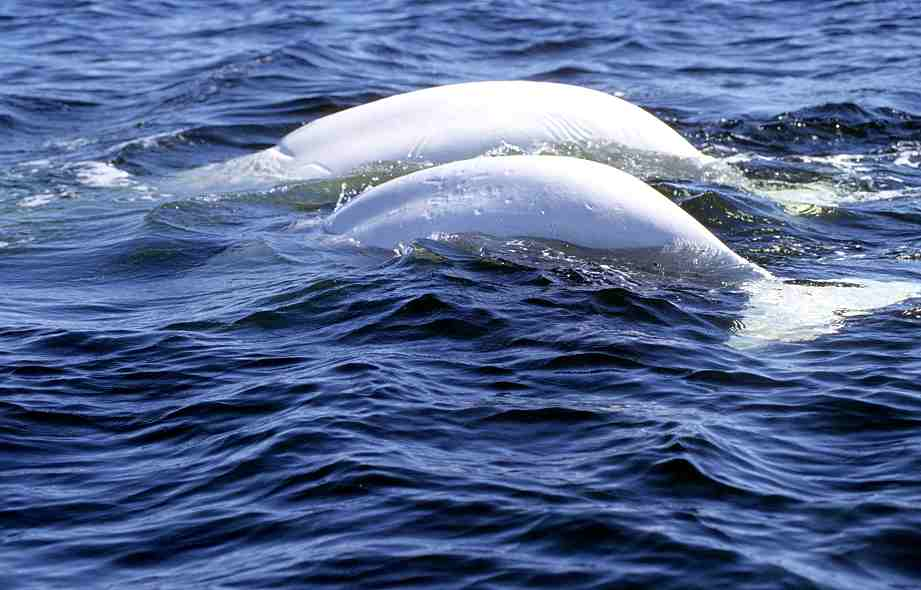
Belugues al riu Churchill, a prop de la badia de Hudson (Canadá).

L'activitat d'observació de belugues s'ha convertit en una activitat important i en creixement a les àrees del riu Sant Llorenç i el riu Churchill, a la badia de Hudson. L'època propícia és durant l'estiu, quan aquesta espècie acudeix en massa als estuaris dels rius i en general a latituds més baixes amb relació a la seva ubicació hivernal. El gran nombre d'animals reunits i la curiositat que els produeix la presència dels humans fan que siguin fàcils d'observar.
Tanmateix, la presència de bots constitueix una amenaça per aquests animals, car els distreu i fa que dediquin menys temps a activitats importants com l'alimentació, la interacció social i la reproducció. A més, el soroll produït pels motors té un efecte negatiu sobre la seva funció auditiva i en disminueix la capacitat de detectar les preses, comunicar-se i navegar. Per protegir els mamífers marins durant les observacions, l'Administració Nacional Oceànica i Atmosfèrica (NOAA) dels Estats Units publicà les Marine Wildlife Viewing Guidelines. Entre altres recomanacions, la guia aconsella als observadors de cetacis mantenir la distància i prohibeix expressament perseguir o assetjar els animals, obstruir-ne el camí i tocar-los o alimentar-los.

## Estat de conservació

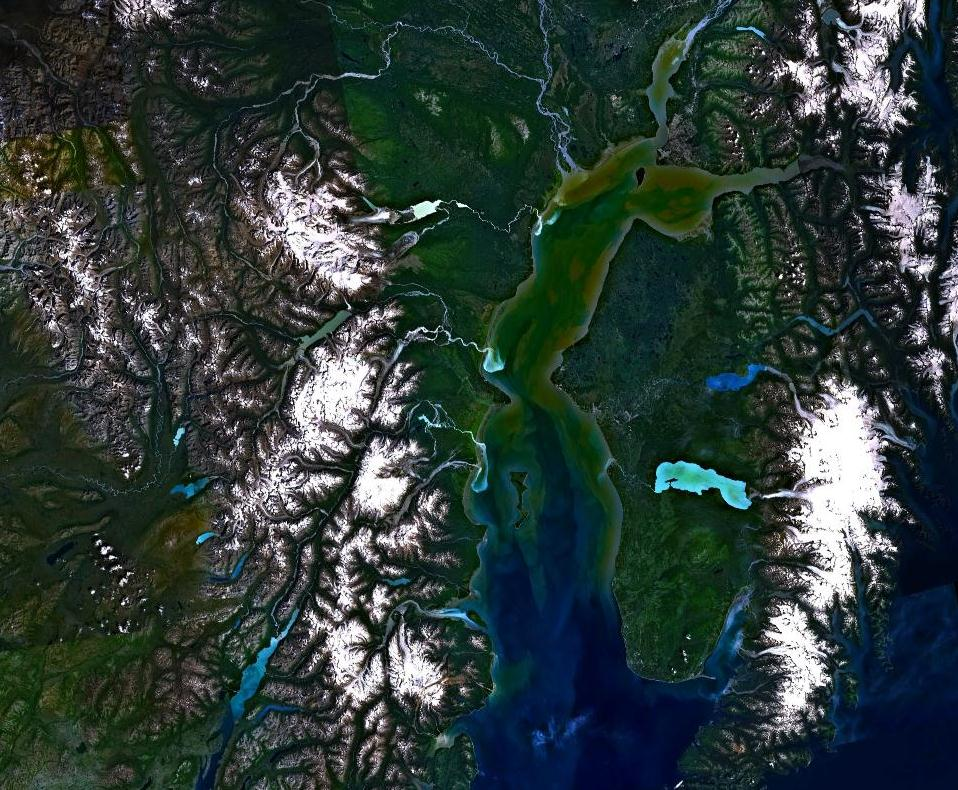
Vista satel·litària de la cala de Cook, llar de la subpoblació catalogada com «en perill greu d'extinció»

El 2008, la beluga fou classificada a la Llista Vermella de la UICN com a espècie «gairebé amenaçada». Abans del 2008 hi apareixia com a «vulnerable». Aquest canvi generà preocupació per la poca certesa de la xifra real i l'escàs coneixement de les amenaces per totes les subpoblacions existents a la seva àrea de distribució (especialment a l'Àrtida russa), així com la possibilitat que els esforços de conservació cessessin, especialment la gestió de la caça. La raó exposada per la UICN pel canvi d'estat fou el fet que a escala global l'espècie no compleix cap dels criteris per catalogar-la com a amenaçada, que algunes de les subpoblacions més grans no estaven en declivi i que els mètodes millorats pel cens de la població indicaven que les poblacions eren més grans del que s'havia estimat anteriorment.
Les subpoblacions estan subjectes a diferents nivells d'amenaça i mereixen una atenció individual. El grup no-migratori que habita la cala de Cook fou inclòs a les llistes de la UICN com a subpoblació «en perill greu» el 2008, car ha experimentat una disminució precipitada al llarg dels últims anys i actualment el nombre ha disminuït a només unes poques centenes. La captura excessiva fou la principal responsable del declivi fins al 1998. Des del 1999 la caça observada ha estat mínima, però el nombre d'animals no ha mostrat els signes de recuperació esperats.
La mateixa població fou catalogada com amenaçada dins de la Llei d'Espècies Amenaçades a l'octubre del 2008 pel govern federal dels Estats Units.

### Protecció legal
El 1972, el Congrés dels Estats Units aprovà la Llei per a la Protecció dels Mamífers Marins (MMPA) en la qual es fa il·legal la caça i persecució de qualsevol mamífer marí en aigües dels Estats Units. Des de la seva creació, l'MMPA ha estat esmenada diverses vegades i, fins al 2007, preveia algunes excepcions com ara la caça de subsistència dels nadius, la captura temporal d'una quantitat limitada de mamífers marins amb fins d'investigació, educació i exhibició pública i la captura accidental d'alguns individus en el transcurs d'operacions pesqueres. La llei també estableix que totes les balenes en aigües territorials dels Estats Units estan sota la jurisdicció del Servei Nacional de Pesca Marina, una divisió de la NOAA.
La Convenció sobre el Comerç Internacional d'Espècies Amenaçades de Fauna i Flora Silvestres (CITES) és un tractat internacional acordat el 1973 per regular l'explotació comercial de certes espècies; s'hi protegeixen específicament totes les espècies d'odontocets (balenes dentades).
La població aïllada de belugues del riu Sant Llorenç està protegida legalment des del 1983. El 1988, el Departament Canadenc de Pesca i Oceans i Environment Canada (una agència governamental encarregada de supervisar els parcs nacionals) implementaren el Pla d'Acció del Sant Llorenç. La finalitat d'aquest pla era eliminar el 90% de la contaminació industrial abans de l'any 1993; el 1992 les emissions s'havien reduït en un 59%.

## Aspectes culturals

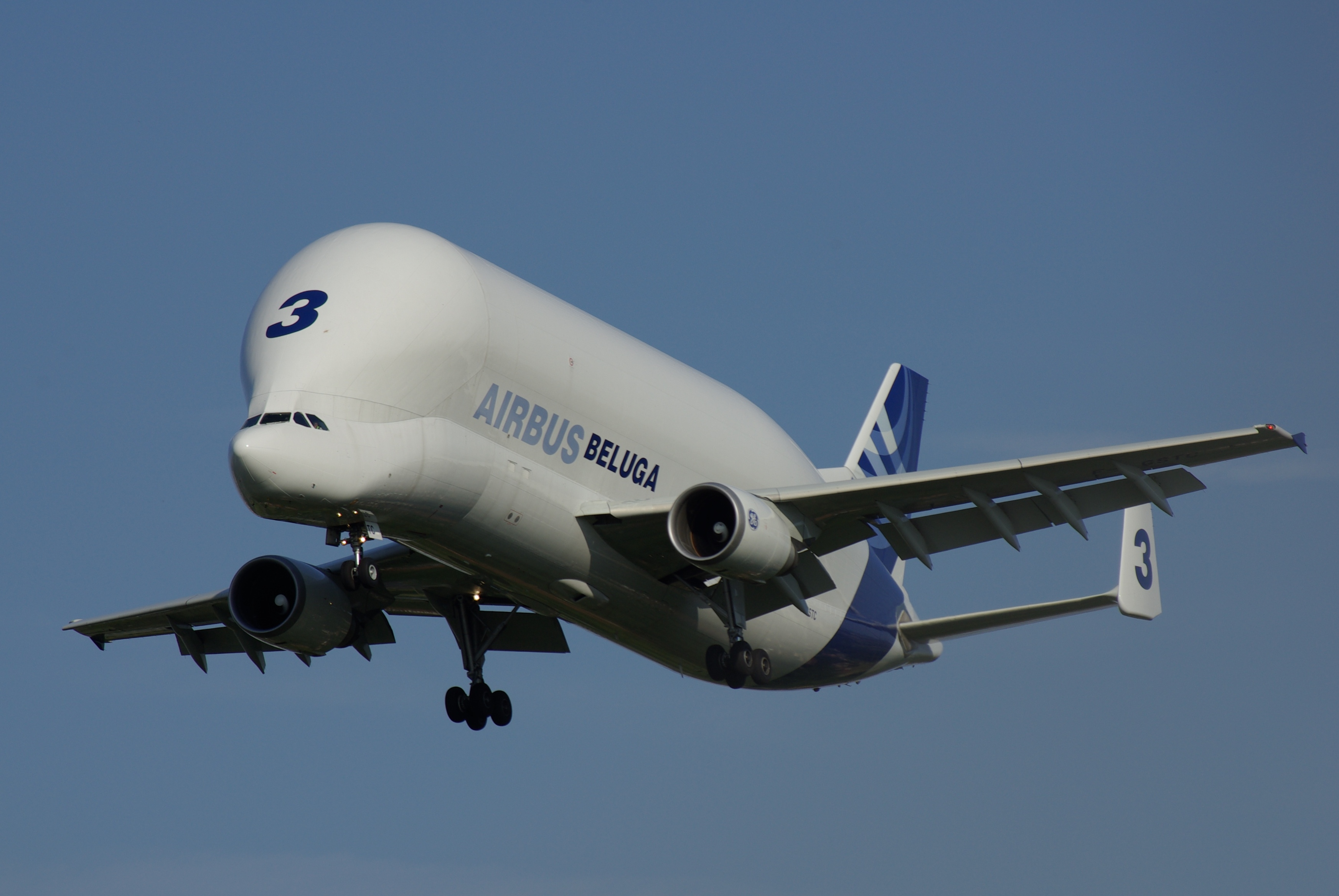
Avió de càrrega Airbus Beluga, el disseny del qual s'assembla al cos de la beluga.

Pour la suite du monde és una pel·lícula canadenca estrenada el 1963, del gènere documental de ficció. A la pel·lícula es mostren els residents de L'Isle-aux-Coudres, una illa del riu Sant Llorenç, al Quebec, que duen a terme la tradicional caça de beluga, captada per les càmeres de forma real.
White Whale Records fou una companyia discogràfica dels Estats Units que funcionà des del 1965 fins al 1971 a Los Angeles. És coneguda per ser la casa discogràfica del grup de rock The Turtles. El segell de la companyia era una silueta de beluga amb el cartell «White Whale» a la part superior.
El 1980, l'intèrpret de música infantil Raffi llançà l'àlbum de música Baby Beluga. L'àlbum comença amb els sons de les balenes comunicant-se i inclou composicions que recreen l'oceà i balenes que juguen. Raffi trobà la inspiració per la cançó Baby beluga quan veié una beluga acabada de néixer a l'aquari de Vancouver, al Canadà.
La motocicleta Yamaha Beluga (Riva 80/CV80), amb un motor de 80 cc, fou produïda entre el 1981 i el 1987 i comercialitzada arreu del món, especialment al Canadà, Estats Units, els Països Baixos, Bèlgica, Suècia i el Japó.
El submarí de la classe Beluga (Projecte 1710 Makrel) fou un projecte de submarí experimental rus, el prototip del qual operà fins al 1997 i fou desmantellat a mitjans del 2000.
L'avió Airbus Beluga, una de les aeronaus de càrrega més grans del món, té un disseny molt similar al cos i el cap de la beluga; inicialment fou anomenat Súper Transportador, però el nom Beluga esdevingué més popular i fou adoptat oficialment.
L'empresa SkySails GmbH & Co. KG, una filial del grup empresarial Beluga Shipping instal·lada a Hamburg (Alemanya), provà un nou sistema de remolc de vaixells per mitjà d'un sistema similar a un parapent enorme que demostrà una economia de combustible entre un 10% i un 35%. El programa per provar l'eficiència del sistema s'anomenà Project Beluga i s'hi utilitzà el vaixell de càrrega MS Beluga Skysails. Com a detall curiós, a la cara externa del gran «parapent» de 160 m² s'estampà a tota la seva extensió l'aleta posterior d'una beluga, una de les insígnies de l'empresa.
Un dels personatges de la pel·lícula Buscant la Dory és una beluga anomenada Bailey, que és interpretada per Ty Burrell.